# 레이징 호프
레이징 호프(Raising Hope)는 미국의 시트콤으로, 연쇄살인범과의 사이에서 만든 아이를 키우게 된 한 남자와 그의 가족의 이야기이다.
현지에서는 FOX를 통해 2010년 9월 21일부터 2011년 5월 17일까지 시즌 1(총 22화)이, 2011년 9월 20일부터 2012년 4월 17일까지 시즌 2(총 22화)가, 2012년 10월 2일부터 2013년 3월 28일까지 시즌 3(총 22화)가, 2013년 11월 15일부터 2014년 4월 5일까지 시즌 4가 방영되었다. 대한민국에서는 방영되지 않았다.